# Emily Drabinski

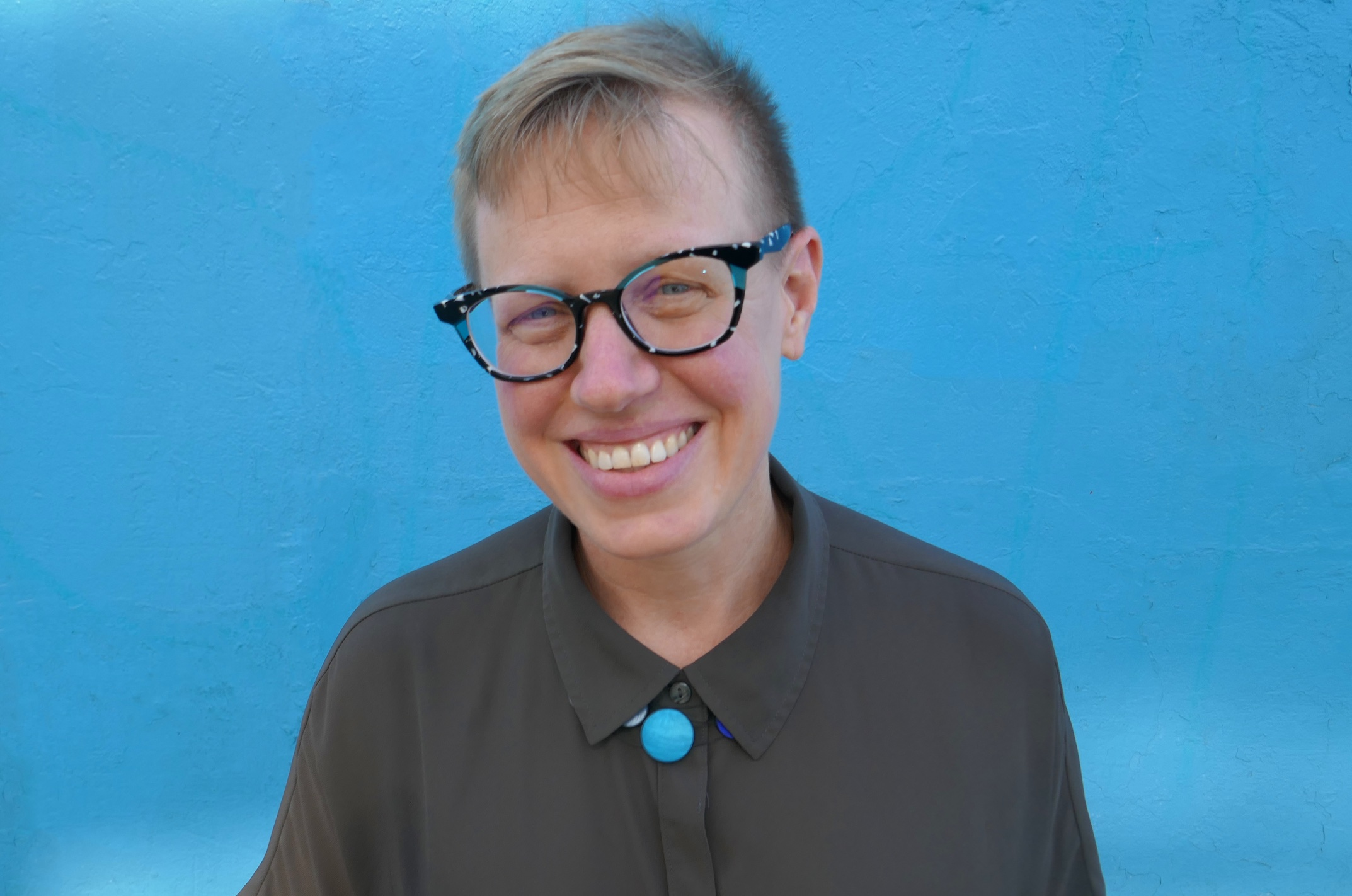
Fotografia da bibliotecária Emily Drabinski.

Emily Drabinski é uma bibliotecária acadêmica, autora e professora que trabalha na cidade de Nova York. Ela atua como Bibliotecária Chefe Interina e é Bibliotecária de Pedagogia Crítica no Centro de Pós-Graduação, CUNY e é membro do corpo docente em tempo parcial da Escola de Informação do Pratt Institute. Anteriormente, ela ocupou o cargo de Coordenadora de Instrução de Biblioteca na Long Island University, Brooklyn, onde trabalhou de 2008 a 2019. Em 2014, ela foi uma Library Journal Mover & Shaker Advocate, e vencedora da Ilene F. Rockman Instruction Publication no ano de 2015 por seu artigo "Towards a Kairos of Library Instruction".

## Educação
Drabinski obteve seu Bacharelado em Ciências Políticas pela Universidade de Columbia em 1997. Em 2003, ela obteve o título de mestra em Biblioteconomia pela Syracuse University e mestra em composição e retórica pela LIU Brooklyn em 2011.

## Carreira
Drabinski ingressou no corpo docente do Graduate Center, CUNY em 2019 como Bibliotecária de Pedagogia crítica. Em março de 2020, assim que lockdown começou em Nova York, ela assumiu o papel de chefe interina da biblioteca, quando sua antecessora, Polly Thistlethwaite, tornou-se reitora interina da Universidade de Serviços de Biblioteca da CUNY.
Antes de se mudar para a CUNY, Drabinski foi bibliotecária da faculdade no Brooklyn Campus da Long Island University, onde foi Coordenadora de Instrução de Biblioteca de 2012 a 2019 e antes disso atuou como Bibliotecária de Recursos Eletrônicos e Instrução (2008-2012). Ela é membro do corpo docente em meio período da Pratt School of Information, onde ministra o curso de biblioteconomia de referência necessário, além de ser adjunta nas universidades de Rutgers e Syracuse. O primeiro trabalho de bibliotecária profissional de Drabinkski foi no Sarah Lawrence College. Ela atuou como bibliotecária de referência de 2004 a 2008. Drabinski foi um dos primeiros membros da Radical Reference, protestando contra a Convenção Nacional Republicana de 2004 em Nova York e ministrando workshops de verificação de fatos para jornalistas independentes.
Ela é co-presidente do Gender and Sexuality in Information Studies Colloquium, juntamente com Baharak Yousefi e Tara Robertson. Ela é editora do selo Gender and Sexuality in Information Studies da Library Juice Press Series. Ela é co-editora de Critical Library Instruction: Theories & Methods juntamente com Maria T. Accardi e Alana Kumbier, e faz parte do conselho editorial da Radical Teacher.
Drabinski era a secretária da Federação dos Docentes da Universidade de Long Island e participou ativamente do protesto de professores e alunos da Universidade de Long Island - Brooklyn sobre um bloqueio associado às negociações de contratos de professores.
Durante a pandemia de COVID-19, Drabinski e sua parceira, Karen Miller, lançaram o Homeschool Co-op 2020, convidando as pessoas a dar aulas pelo Zoom para crianças e adultos. Drabinski liderou uma sessão matinal todos os dias às 8h, horário do leste, chamada Cat Chat.
Em outubro de 2021, a American Library Association anunciou a candidatura de Drabinski ao cargo de Presidenta para o mandato de 2023-24. Ela atuou como Conselheira Geral da American Library Association (2017-2020), como presidenta do Comitê de Relações Internacionais e como presidenta da American Library Association, Association of College and Research Libraries e membro do Information Literacy Frameworks and Standards Committee.

## Pesquisa
A pesquisa de Drabinski se concentra na Teoria Queer, no ensino de biblioteconomia e na prática de catalogação. Ela também está realizando pesquisas sobre serviços de referência para pessoas encarceradas com Deborah Rabina.

## Biblioteconomia Internacional
Drabinski atuou como presidenta do Comitê de Relações Internacionais da American Library Association, Comitê de Relações Internacionais. Ela é membro do conselho editorial do Journal of Philippine Librarianship & Information Studies, publicado pela University of the Philippines School of Library and Information Studies. Ela foi homenageada com a Bolsa de Estudo Beta Phi Mu Harold Lancour para Estudos Estrangeiros em 2018. Ela apresentou trabalhos em conferências internacionais em Zadar, Croácia; Londres, Inglaterra; Cidade de Quezon, Manila; e em várias conferências no Canadá, incluindo Ottawa, Windsor, Edmonton e Vancouver.

## Publicações selecionadas
- Drabinski, Emily. (2020) “Professionalism reconsidered.” Evidence-Based Library and Information Practice. 15, No. 20, 191-195.
- Drabinsky, Emily and Debbie Rabina. (2016) "Reference Services to Incarcerated People, Part II: Sources and Learning Outcomes." Reference & User Services Quarterly, 55, No. (3), pp. 123-131.
- Drabinsky, Emily and Debbie Rabina. (2016)"Reference Services to Incarcerated People, Part I: Themes Emerging from Answering Reference Questions from Prisons and Jails." Reference & User Services Quarterly, 55, No.(1), pp. 42-48.
- Drabinski, Emily (September 2014). «Towards a Kairos of Library Instruction». The Journal of Academic Librarianship. 40 (5): 480–485. doi:10.1016/j.acalib.2014.06.002
- Billey, Amber; Drabinski, Emily; Roberto, K. R. (April 2014). «What's Gender Got to Do with It? A Critique of RDA 9.7». Cataloging & Classification Quarterly. 52 (4): 412–421. doi:10.1080/01639374.2014.882465
- Drabinski, Emily (April 2013). «Queering the Catalog: Queer Theory and the Politics of Correction». The Library Quarterly. 83 (2): 94–111. JSTOR 10.1086/669547. doi:10.1086/669547[19]